# Дорис Робъртс
Дорис Робъртс (на английски: Doris Roberts) е американска филмова, театрална и телевизионна актриса. От началото на кариерата си през 1951 г. е спечелила пет награди Еми и награда на Гилдията на екранните актьори. Най-известна е с ролята си на Мари Бароун в ситкома „Всички обичат Реймънд“.

## Биография
Родена е на 4 ноември 1925 г. в Сейнт Луис, Мисури, САЩ. Умира на 17 април 2016 г. в Лос Анджелис, Калифорния на 90-годишна възраст. 